# Joe E. Tata
Joseph Evan Tata (Pittsburgh, 13 settembre 1936 – Los Angeles, 24 agosto 2022) è stato un attore statunitense.

## Biografia
Principalmente conosciuto per il ruolo di Nat Bussichio all'interno del serial televisivo Beverly Hills 90210, nel quale lavorò dal 1990 al 2000, Joe E. Tata in seguito apparve anche in alcuni telefilm, come Streghe , e soap opera come General Hospital. Dal 2008 tornò a vestire i panni di Nat Bussichio nello spin-off 90210, con alcune apparizioni.
Tata è morto nel 2022. Da tempo soffriva della malattia di Alzheimer.

## Filmografia parziale
- Peter Gunn – serie TV, episodio 3x05 (1960)
- Kronos - Sfida al passato (The Time Tunnel) – serie TV, episodi 1x10-1x15 (1966)